# Yahya Yahya
Yahya Yahya (Melilla, 9 de marzo de 1967) es un terrorista marroquí y fugitivo de la justicia española por haber sido acusado de malos tratos que ejerce la política en Marruecos.[cita requerida] Fue senador del reino de Marruecos y exalcalde de Beni Ensar, así como copresidente de la comisión de Amistad Hispano-Marroquí. Posee la doble nacionalidad marroquí y holandesa. Es uno de los principales impulsores de la reivindicación marroquí sobre su ciudad natal, así como sobre la de Ceuta. Está vinculado a la Asociación Sáhara Marroquí.
Yahya Yahya nació en Melilla el 9 de marzo de 1967, hijo de padre marroquí y madre holandesa. Estudió Derecho en la Universidad de Granada. En 2004 era miembro de la Cámara de Consejeros marroquí (cámara alta del legislativo marroquí, elegida por sufragio indirecto), perteneciente a la Unión Socialista de Fuerzas Populares, fecha en la que fue nombrado copresidente de la Comisión de Amistad Hispano-Marroquí creado por las cámaras altas de España y Marruecos. Su objetivo era «mejorar las relaciones entre dos países amigos y vecinos e iniciar una nueva etapa de diálogo». En 2009, ya como miembro del partido Al Ahd, fue elegido alcalde de la ciudad de Beni Ensar, fronteriza con Melilla.
Se ha visto implicado en varios procesos judiciales y condenado por delitos en España (por un suceso de violencia doméstica ocurrido en su domicilio de Melilla el 9 de noviembre de 2006) e Italia («rebeldía y lesiones» a funcionario público y violencia de género con agresión sexual el 4 de agosto de 2008). Sus partidarios argumentan que esos problemas policiales y judiciales son conspiraciones de los servicios secretos españoles e italianos para desacreditarle. Estuvo implicado en el conflicto diplomático entre España y Marruecos de 2007 y ocupó pozos de agua de Melilla durante la crisis por el desalojo del campamento saharaui de Agdaym Izik. También lideró el asalto al Peñón de Vélez de la Gomera en 2012.
En 2014, tras una condena de la justicia marroquí, dimitió como alcalde de Beni Anzar y disolvió el Comité para la Liberación de Ceuta y Melilla, del que era presidente. También dimitió como senador por la, según él, falta de reacción oficial marroquí ante un supuesto insulto español al Rey de Marruecos, la interceptación y abordaje del yate real marroquí por parte de la Guardia Civil mientras navegaba en aguas españolas. En 2015 fue identificado en el aeropuerto de Melilla por la policía, pero no fue detenido ya que al parecer había resuelto sus problemas con la justicia española.